# Михаил Кутузов (крейсер)
«Михаил Кутузов» — советский крейсер проекта 68-бис, модификации 68-А.
Назван в честь российского военачальника Михаила Илларионовича Кутузова.
С 2002 года — корабль-музей, пришвартованный на вечную стоянку в порту города Новороссийска.

## История строительства
Был заложен 22 февраля 1951 года в Николаеве, на Николаевском судостроительном заводе имени Н. И. Носенко, заводской № 385. Спущен на воду 29 ноября 1952 года, 9 августа 1954 года на крейсере поднят Военно-морской флаг, зачислен в состав Краснознамённого Черноморского флота приказом Министра Обороны СССР от 31 января 1955 года.

## Служба
В составе 50-й дивизии крейсеров Эскадры Черноморского флота. Базировался крейсер в главной базе Черноморского флота — в городе-герое Севастополе.
В мае 1955 года на борту крейсера проводились испытания первого корабельного вертолёта Ка-15 и Ми-1.
Нанёс визиты в Румынию в 1955 году, Сплит (Югославия). Отряд черноморских кораблей в составе крейсера «Михаил Кутузов», эсминцев «Безукоризненный» и «Бессменный» во главе с командующим флотом, адмиралом В. А. Касатоновым в мае-июне 1956 года посетил албанский порт Дуррес. Крейсер вновь посетил Дуррес в 1957 году, заходил в Варну (Болгария) в 1964 году, в Алжир в 1968 году.
Во время взрыва линкора «Новороссийск» «Михаил Кутузов» оказался ближайшим судном к линкору. Из 93 человек аварийно-спасательной команды, посланной с крейсера для оказания помощи экипажу «Новороссийска», погибло 27 матросов.
В 1957 году отряд кораблей Черноморского Флота под флагом командующего эскадрой Черноморского Флота контр-адмирала В. Ф. Чалого в составе крейсера «Михаил Кутузов», эсминца «Безукоризненный» и двух сторожевых кораблей, впервые пройдя Чёрное и Средиземное моря, вышел в Атлантический океан, обогнул Европу. С подходом к берегам Норвегии отряд расстался со сторожевыми кораблями идущими в Североморск, пожелав им «Счастливого плавания». Крейсер и эсминец продолжили плавание по маршруту Севастополь — Таллин — Ленинград для участия в параде в День Военно-морского флота приуроченного к 40-й годовщине Октябрьской революции. Корабли вернулись в Севастополь. Было пройдено 4500 миль.
14 сентября 1958 года на борту крейсера «Михаил Кутузов» в Новороссийск был доставлен Вечный огонь из Севастополя, с Малахова кургана. Вечный огонь был зажжен на площади Героев.
В 1961 году на крейсере проходили съёмки фильма «Увольнение на берег». По воспоминаниям Владимира Высоцкого, игравшего в фильме эпизодическую роль и проведшего месяц на крейсере, в том же году на «Кутузове» побывал с визитом Юрий Гагарин.
В июне 1964 года «Михаил Кутузов», эсминец «Сознательный» и большой противолодочный корабль «Комсомолец Украины» вышли в Средиземное море для проведения боевой службы.

### Арабо-Израильский конфликт
В июне 1967 года находился в зоне военных действий, выполнял боевую задачу по оказанию помощи вооружённым силам Египта, а в период с 1 августа по 31 декабря 1968 года — вооружённым силам Сирии.
31 марта 1969 года крейсер «Михаил Кутузов» стал флагманским кораблем 30-й дивизии надводных кораблей ЧФ.

### Дальнейшая служба
В марте — апреле 1970 года крейсер принимает участие в общефлотских учениях «Океан», в которых были задействованы все флоты.
В 1987 году переведён в резерв ВМФ. Исключён из состава Военно-морского флота 3 июля 1992 года, находился на отстое в Севастополе, властями рассматривался вопрос о создании на нём музея или продаже на лом. 23-25 августа 2001 года при помощи буксира совершил переход из Севастополя в Новороссийск, и вошёл в состав Новороссийской военно-морской базы, войсковая часть 99005.

### Музей
В 1994 году президиум совета ветеранов крейсера «Михаил Кутузов» выступил с инициативой сохранить последнего представителя крейсеров проекта 68бис, оставив его для истории, как образец отечественного кораблестроения 50-х годов как неповторимый памятник технической архитектуры, превратив его в центр военно-патриотического воспитания молодежи и музей, пропагандирующий традиции Военно-Морского Флота. В 1996 году международная организация ЮНЕСКО приняла решение о включении крейсера «Михаил Кутузов» в каталог крупных кораблей, ставших историческими музеями и центрами национального значения.
14 июля 1999 года вышла директива командующего ЧФ ДК-09 «Об организации на крейсере „Михаил Кутузов“ филиала музея Черноморского флота».
В конце 1999 года Главнокомандующим ВМФ РФ было принято решение перевести крейсер «Михаил Кутузов» для дальнейшей стоянки в порт Новороссийск. Весной 2000 года крейсер был поставлен в «Плавдок-30» для подготовки к переходу в порт Новороссийск. 23 августа 2001 года корабль в сопровождении буксира «Шахтер» покинул Севастополь, а уже 25 августа прибыл в порт Новороссийск.
С начала первого похода прошёл 211 900 миль и выполнил 15 дальних морских походов. Более 700 моряков были награждены орденами и медалями СССР.
28 июля 2002 года, в День ВМФ, был открыт как корабль-музей. Приказом Министра обороны РФ от 6 февраля 2012 года № 216 «Корабль боевой славы „Михаил Кутузов“» включен в штат как филиал Центрального военно-морского музея имени императора Петра Великого.

## Современное использование
На крейсере расположена базовая станция компании МТС, которая обеспечивает высокое качество радиосигнала в центре города и на территории морвокзала, где проходят общегородские праздничные мероприятия, парады и концерты. В День Победы 9 мая крейсер производит артиллерийский салют во время проведения военного парада в Новороссийске. В 2014 проживающая в Севастополе группа ветеранов, служивших в разное время на крейсере, выступала с инициативой перевода корабля обратно в Севастополь.
В 2014 и 2018—2020 годах проводились ремонты крейсера на Новороссийском судоремонтном заводе.
Крейсер в порту Новороссийск успешно принимает туристические экскурсии со всего мира. Имеет статус корабля-музея, входит в состав Черноморского флота РФ.

## Командиры корабля

### Командиры
- C 12 декабря 1951 г. — капитан 2 ранга М. З. Любичев.
- C 8 октября 1955 г. — капитан 2 ранга Г. Е. Голота.
- С 27 сентября 1958 г. — капитан 2 ранга С. М. Федоров.
- C 4 сентября 1961 г. — капитан 2 ранга В. М. Леоненков.
- C 12 августа 1966 г. — капитан 2 ранга Н. К. Федоров.
- C 24 октября 1969 г. — капитан 2 ранга К. И. Жилин.
- С 19 февраля 1971 г. — капитан 2 ранга А. А. Гусев.
- C 28 сентября 1973 г. — капитан 2 ранга В. В. Распутин.
- С 18 декабря 1976 г. — капитан 2 ранга А. А. Гармашов.
- C 15 октября 1979 г. — капитан 2 ранга Н. И. Малинка.
- C 22 июня 1985 г. — капитан 2 ранга Ю. Н. Рябенький.

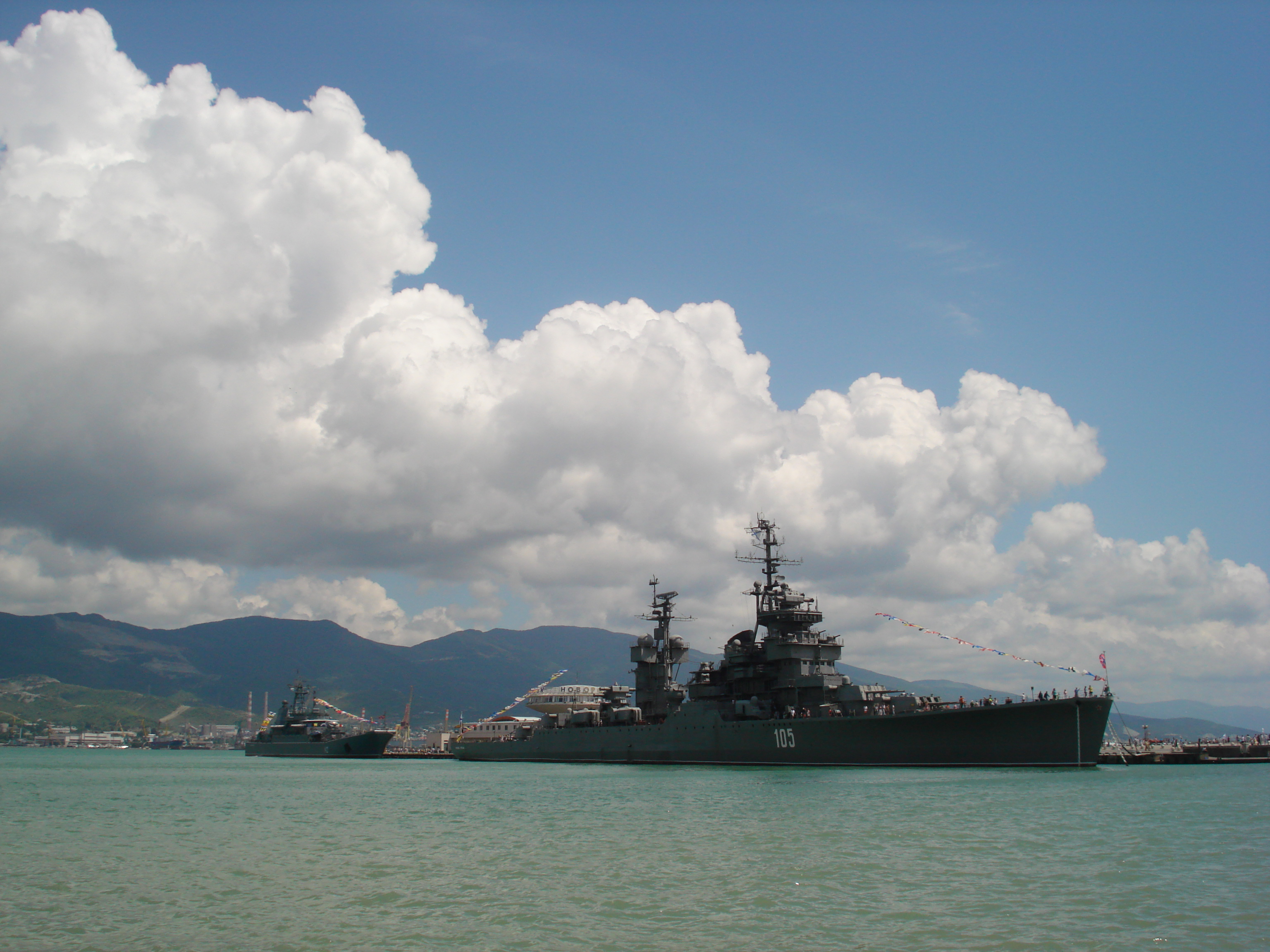
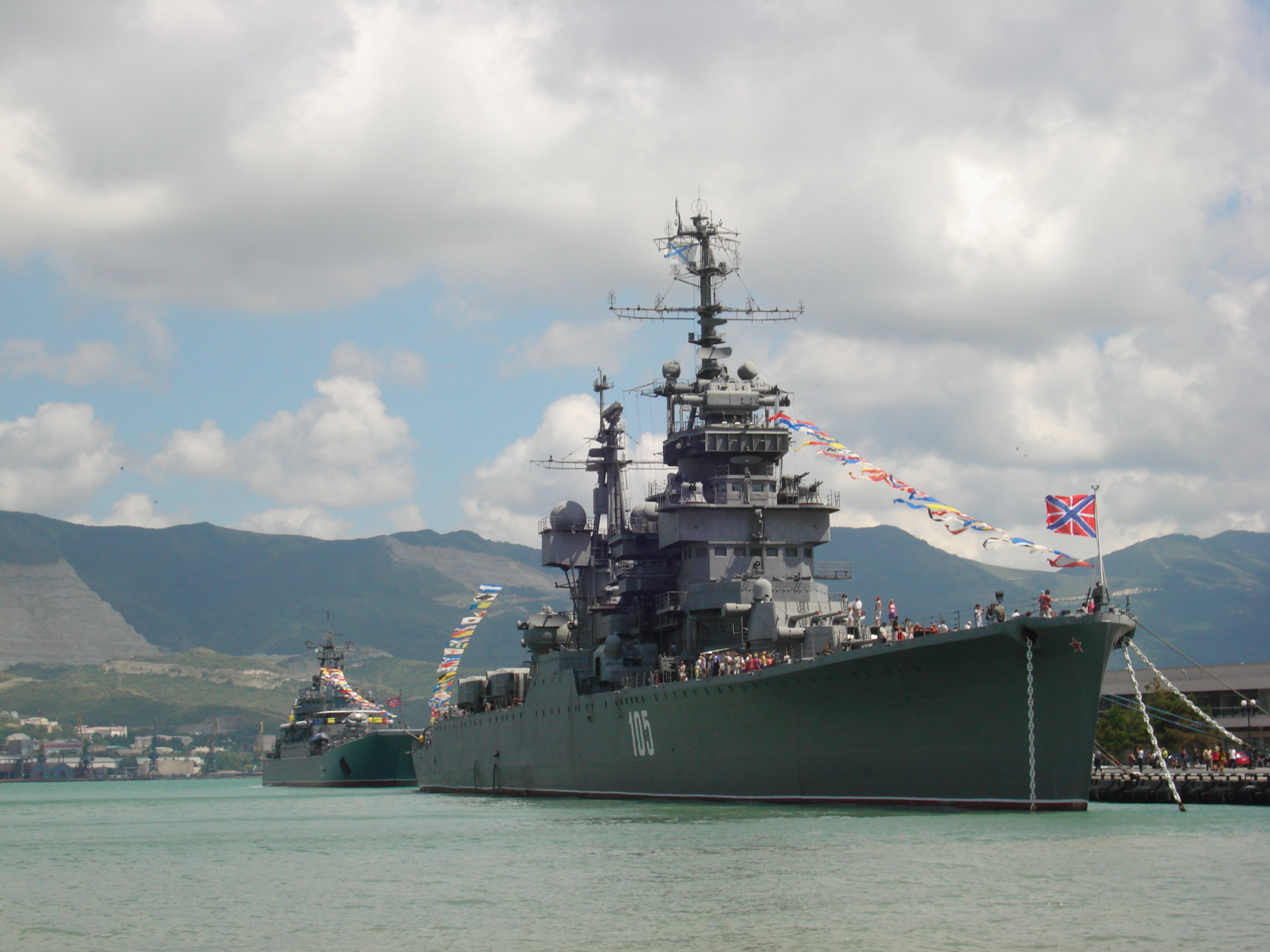
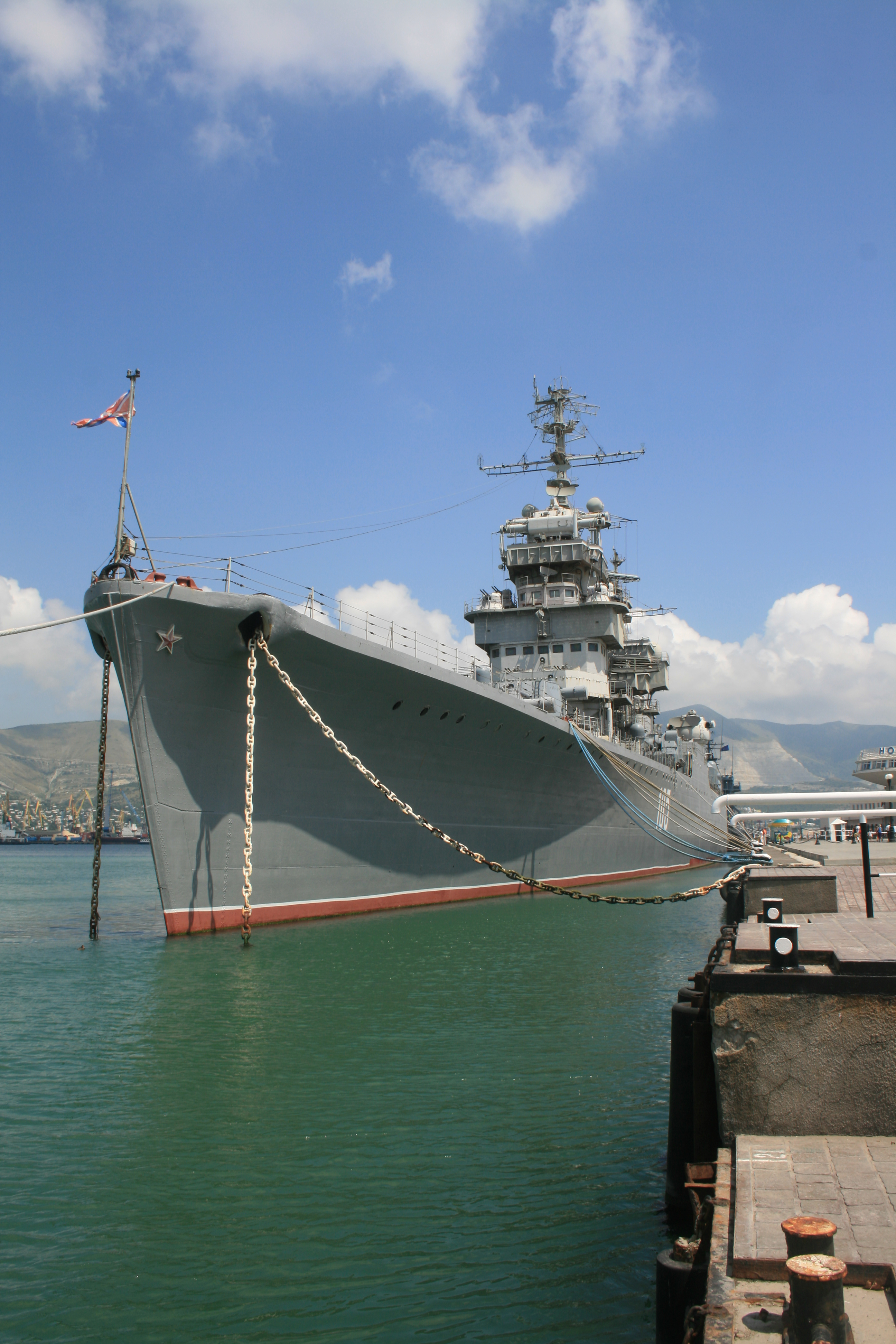
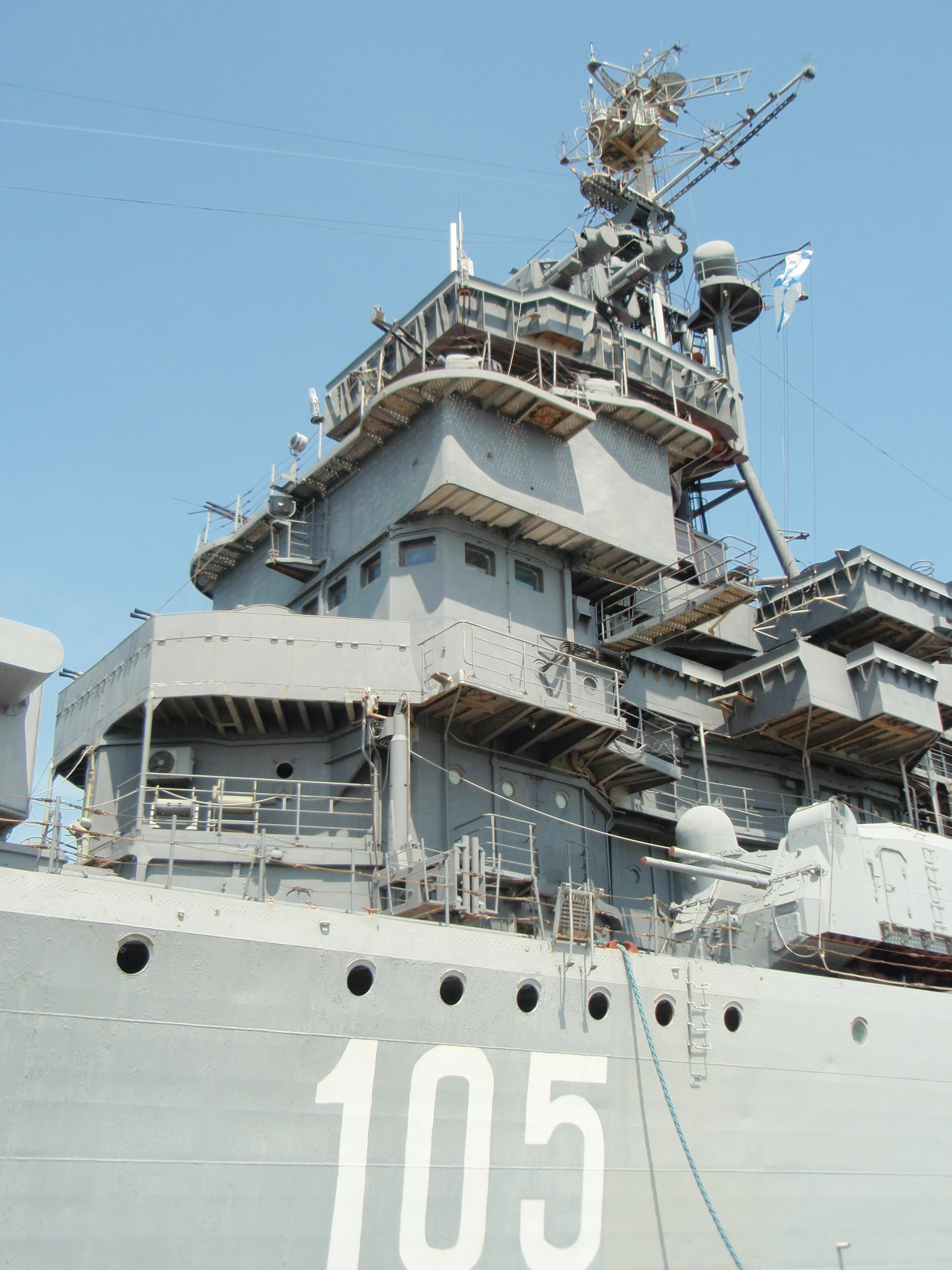
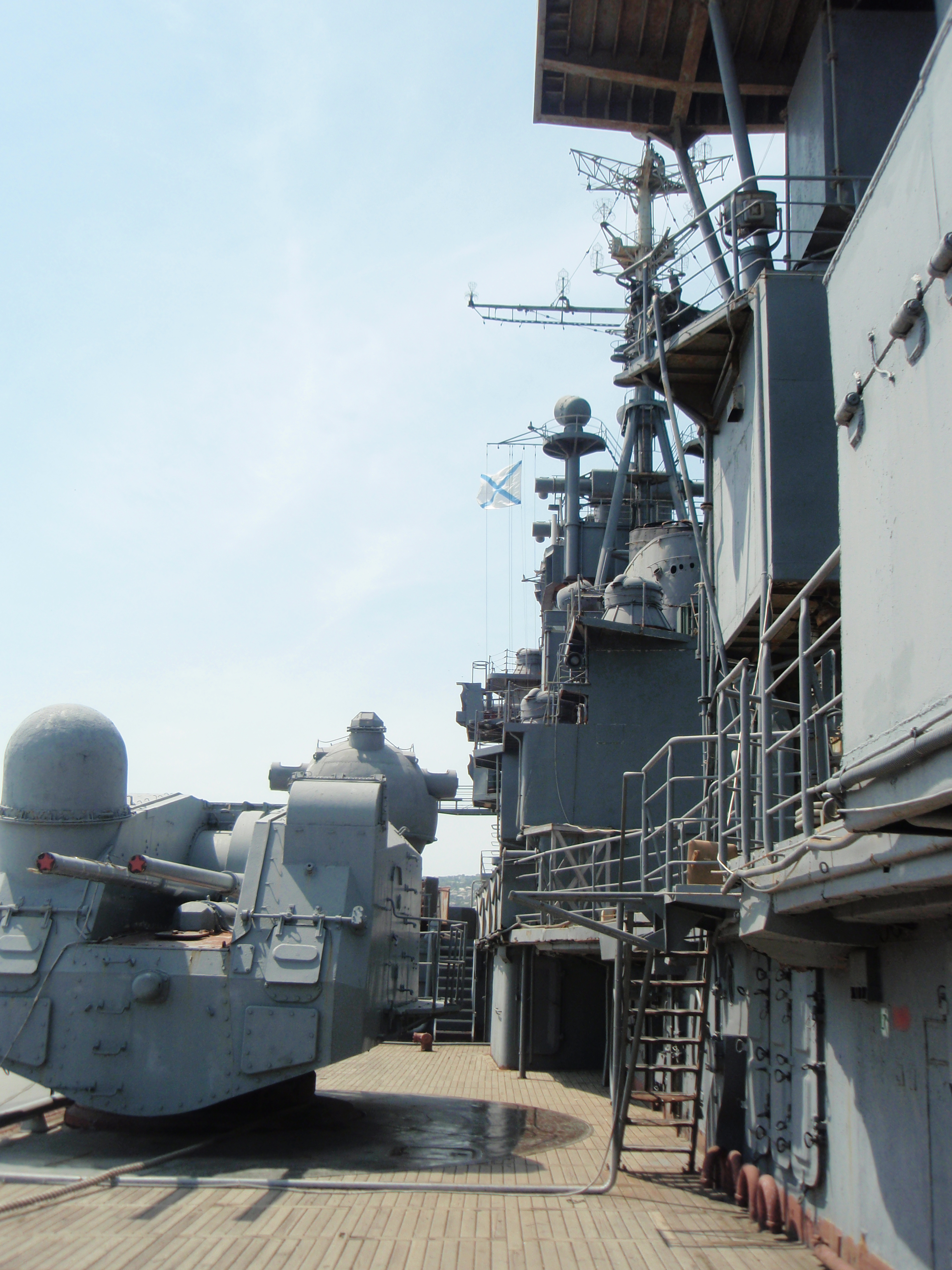
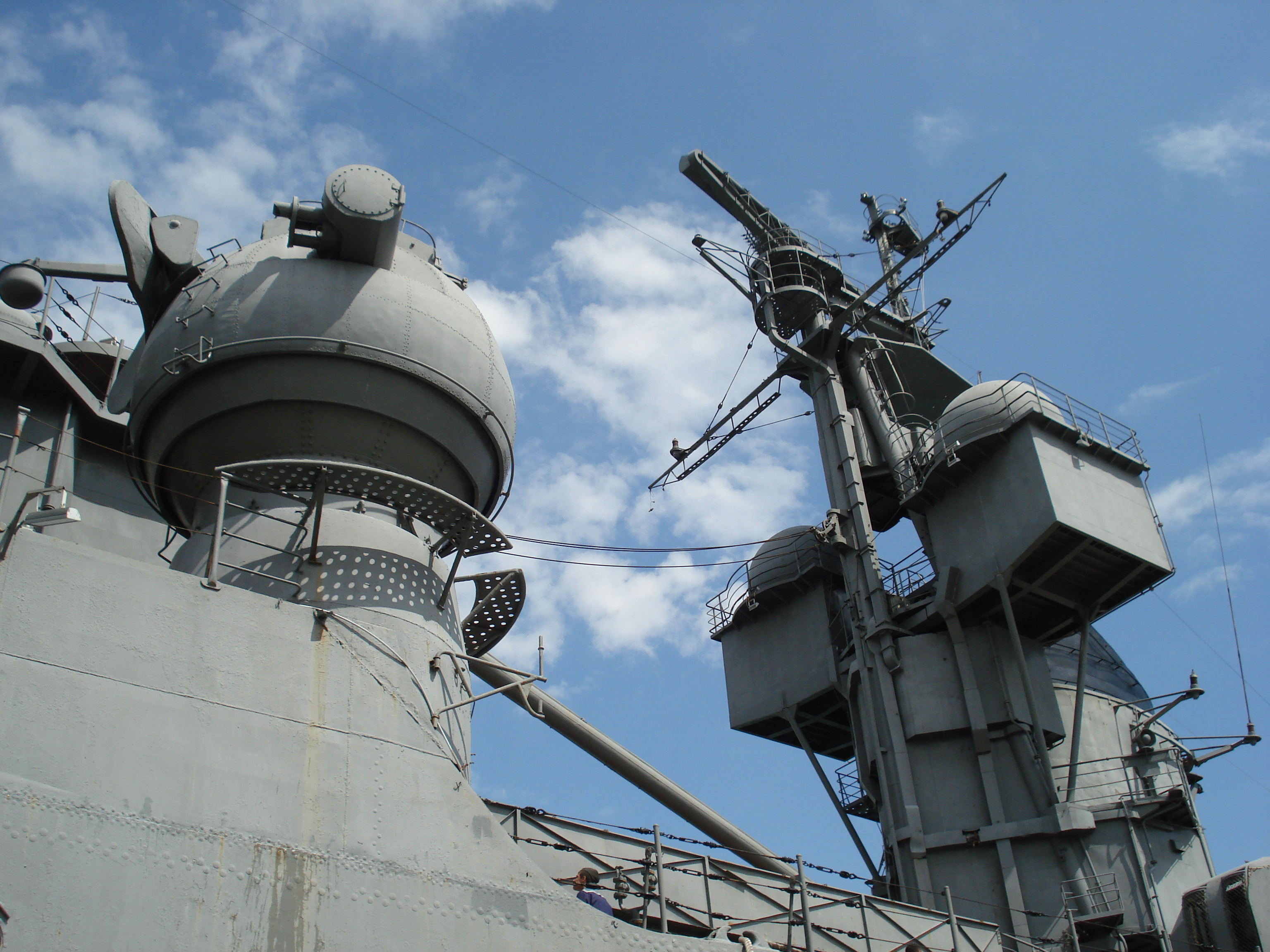
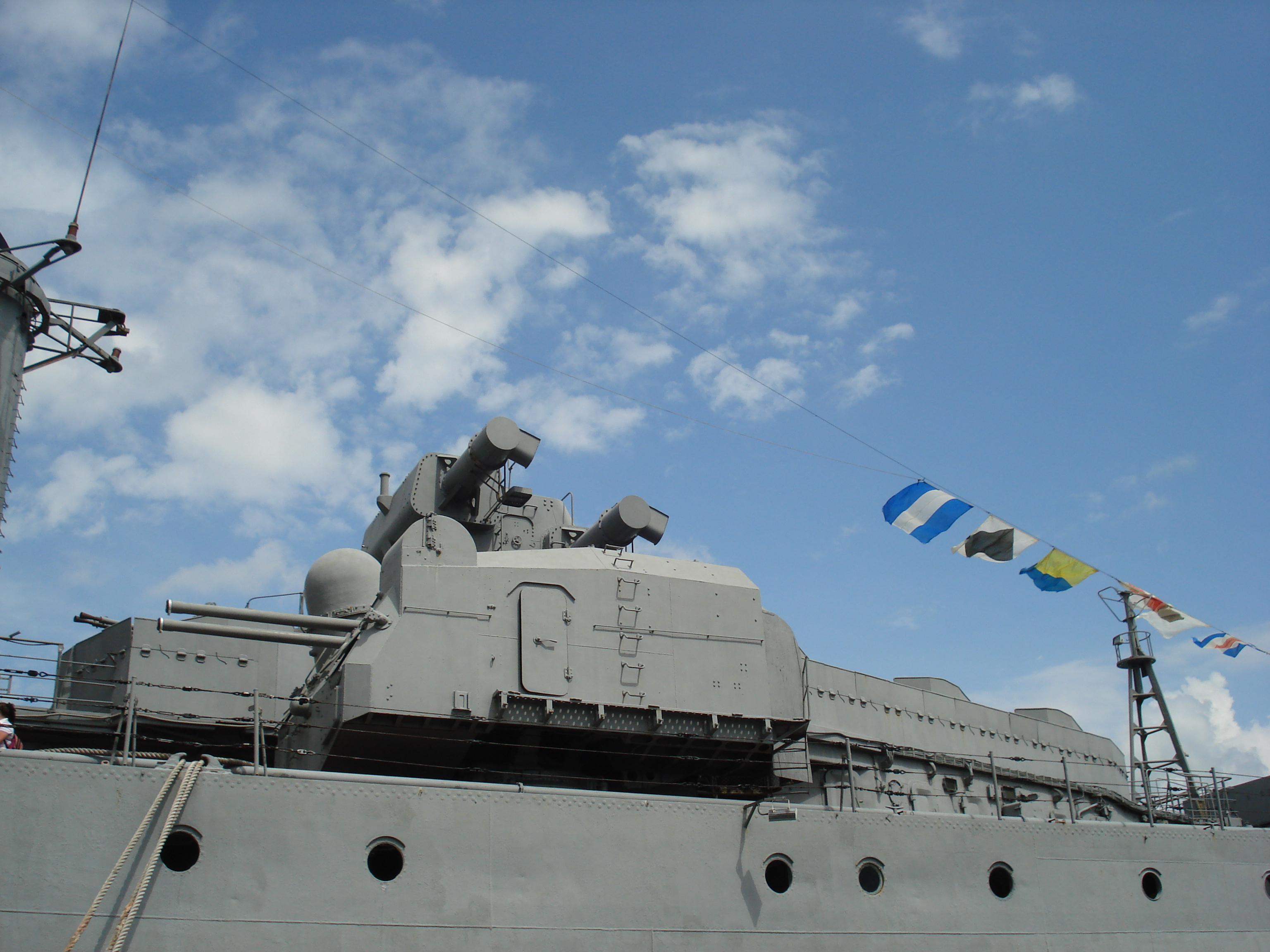
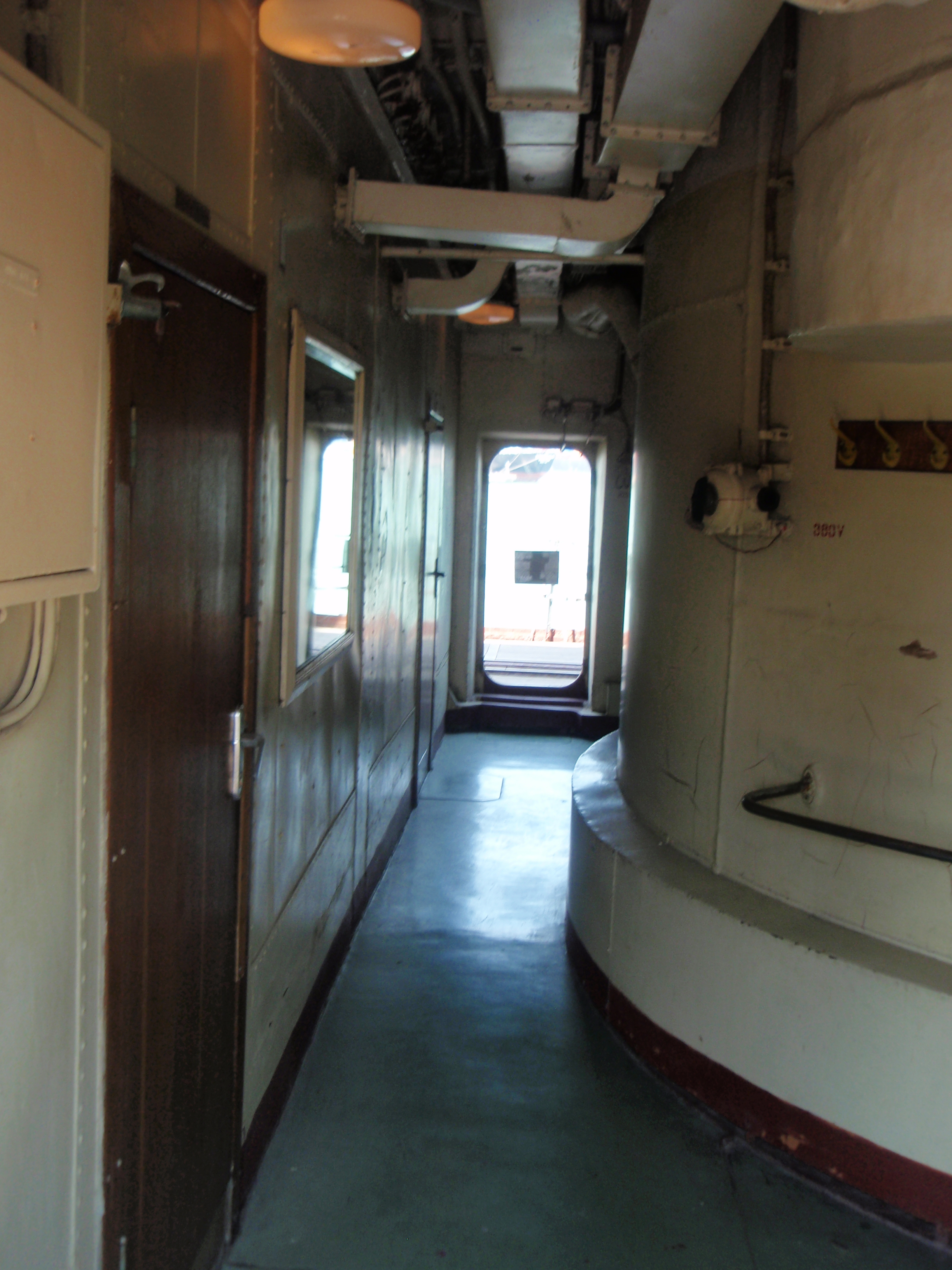
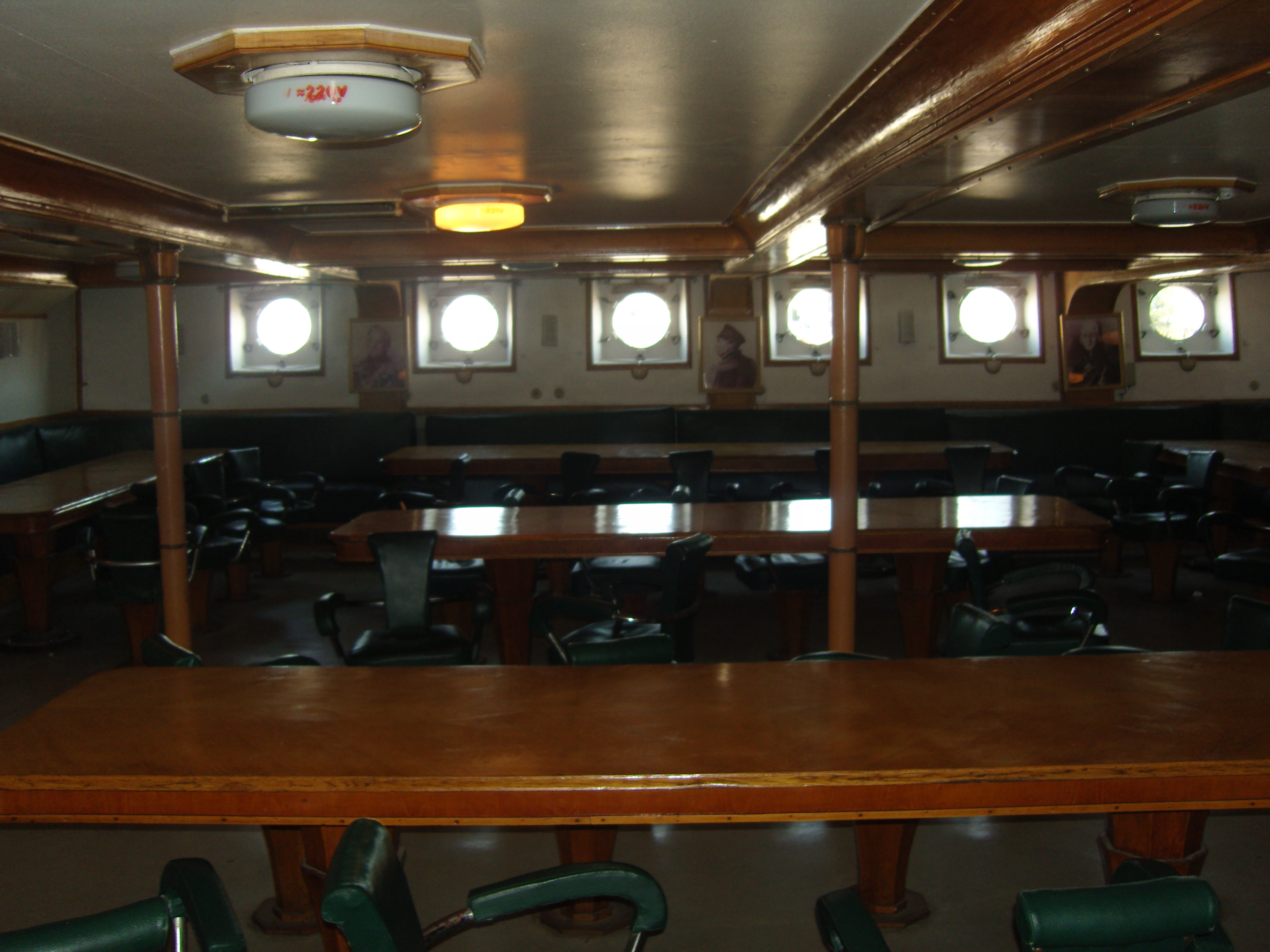
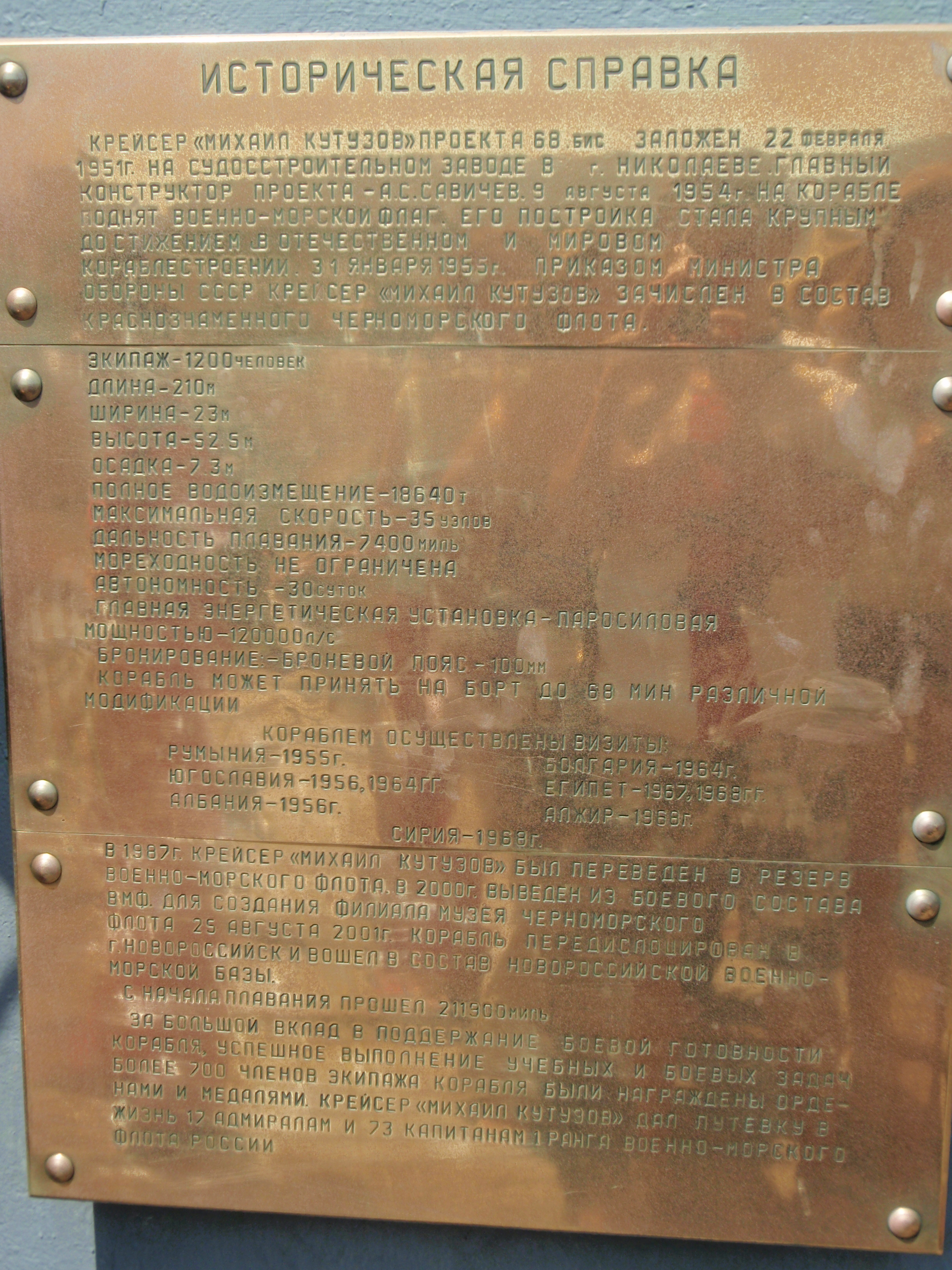
Историческая справка на борту крейсера «Михаил Кутузов»